# Marstal
Marstal – miasto w Danii, w regionie Dania Południowa, w gminie Ærø, na wyspie Ærø. W latach 1970-2006 siedziba gminy Marstal.